# 海浜公園
海浜公園（かいひんこうえん）とは海辺での自然体験学習、レクリエーションを目的に作られた自然公園である。主に海洋生物の観察、海辺での運動など自然をテーマにした公園でもある。
海浜公園に相応して、山、谷や川などの森を主体とした県民の森や都民の森などが各都道府県にありほぼ同様の目的を持っている。

## 海釣り公園
一般には、堤防を設け、小さなフェンスなどで落下防止を行っている海釣りを目的とした公園。監視などの人件費がかかるため、有料で行われている事がある。

## 砂浜公園
砂浜に住む生物などを観察するための自然公園。また、岩礁などを人工的に作った物もある。

## 海浜公園一覧

### 北海道
- 元和台海浜公園（乙部町）

### 東北
- 秋田県・山形県
  - 三崎公園
- 山形県
  - 加茂レインボービーチ、マリンパーク鼠ヶ関（鶴岡市）[1]
- 福島県
  - いわき小名浜みなとオアシス

### 関東
- 茨城県
  - 国営ひたち海浜公園（ひたちなか市）
  - 大洗海浜公園（大洗町）
  - 鹿島灘海浜公園（鉾田市）
- 千葉県
  - 千葉ポートパーク（千葉市中央区）
- 東京都
  - お台場海浜公園（港区台場）
  - 葛西臨海公園（江戸川区）
  - 若洲海浜公園（江東区若洲）
  - 大井ふ頭中央海浜公園（品川区・大田区）
  - 城南島海浜公園（大田区）
  - 大森ふるさとの浜辺公園（大田区）
- 神奈川県
  - 山下公園（横浜市中区）
  - 海の公園（横浜市金沢区）- 人工砂浜（海水浴場・なぎさ広場など）
  - 本牧海づり施設（横浜市中区本牧ふ頭）- 海釣り施設（令和元年房総半島台風(台風第15号)により被災し休園中）
  - 大黒海づり施設（横浜市鶴見区大黒ふ頭）- 海釣り施設（令和元年東日本台風（台風19号）により被災し休園中）
  - 磯子海づり施設（横浜市磯子区）- 海釣り施設（令和元年東日本台風により被災し休園中）
  - 横須賀市立海辺つり公園・うみかぜ公園（横須賀市平成町）- 海釣り施設＋アスレチック公園
  - 鎌倉海浜公園 -　鎌倉市稲村ヶ崎
  - 辻堂海浜公園 - 藤沢市辻堂西海岸
  - 鵠沼海浜公園 - 藤沢市鵠沼
  - 湯河原海浜公園 - 湯河原町

### 東海
- 愛知県
  - 新舞子マリンパーク（知多市） - 人工海浜（海水浴場）、海釣り施設など
  - 豊浜漁港釣り桟橋（南知多町） - 海釣り施設
  - 碧南市臨海公園（碧南市）
- 三重県
  - 次郎六郎海水浴場（志摩市）-人工砂浜（海水浴場　観察用砂浜など）＋学習センター
  - 志摩市浜島磯体験施設「海ほおずき」（志摩市）-陸磯観察施設＋学習センター

### 北陸
- 石川県
  - 健民海浜公園（金沢市）
- 福井県
  - 金ヶ崎緑地（敦賀市）

### 近畿
- 京都府
  - 天橋立公園（宮津市）
- 大阪府
  - 二色の浜公園（貝塚市）
  - りんくう公園（泉佐野市・田尻町）
  - せんなん里海公園（阪南市・岬町）
- 兵庫県
  - しおかぜ香苑（香美町）
  - 鳴尾浜臨海公園（西宮市）
  - メリケンパーク（神戸市中央区） - 神戸海洋博物館、神戸ポートタワー
  - ポートアイランド北公園（神戸市中央区）
  - ポートアイランド西公園（神戸市中央区）
  - 須磨海浜公園（神戸市須磨区）
  - 兵庫県立舞子公園（神戸市垂水区）
  - 大蔵海岸（明石市）
  - 兵庫県立高砂海浜公園（高砂市）
  - あらい浜風公園（高砂市）
  - 兵庫県立赤穂海浜公園（赤穂市） - 塩の国、赤穂市立海洋科学館
  - 東浦海浜公園（淡路市）
- 和歌山県
  - 田辺南部白浜海岸県立自然公園（田辺市・みなべ町・白浜町）
  - 白崎海洋公園（由良町）
  - くじら浜公園（太地町）

### 中国
- 島根県
  - 島根県立石見海浜公園(浜田市) -島根県立しまね海洋館アクアス、キャンプ場、アスレチック公園
- 岡山県
  - 沙美海岸(倉敷市)
- 山口県
  - 片添ヶ浜海浜公園（周防大島町）

### 四国
- 徳島県
  - 月見ヶ丘海浜公園（松茂町）
- 香川県
  - 瀬戸大橋記念公園（坂出市）
- 愛媛県
  - 五色姫海浜公園（伊予市）
  - 桜井海浜ふれあい広場（今治市）

### 九州・沖縄
- 福岡県
  - 海の中道海浜公園（福岡市東区）
  - シーサイドももち海浜公園（福岡市中央区及び早良区）
- 長崎県
  - 長崎水辺の森公園（長崎市）
- 沖縄県
  - 西原マリンパーク（西原町）